# Großsteingräber bei Grambergen
Die Großsteingräber bei Grambergen waren zwei Grabanlagen der jungsteinzeitlichen Trichterbecherkultur nahe dem zur Gemeinde Bissendorf gehörenden Ortsteil Grambergen im Landkreis Osnabrück (Niedersachsen). Von diesen existiert heute nur noch eines. Dieses trägt die Sprockhoff-Nummer 923 und ist auch unter dem Namen Großsteingrab Deitinghausen bekannt. Es entstand im Neolithikum zwischen 3500 und 2800 v. Chr. und ist eine Megalithanlage der Trichterbecherkultur (TBK) vom Typ Emsländische Kammer. Das Ganggrab ist eine Bauform jungsteinzeitlicher Megalithanlagen, die aus einer Kammer und einem baulich abgesetzten, lateralen Gang besteht. Diese Form ist primär in Dänemark, Deutschland und Skandinavien, sowie vereinzelt in Frankreich und den Niederlanden zu finden.

## Lage
Das erhaltene Grab liegt einen Kilometer nordöstlich des Wohnplatzes Deitinghausen am Rand eines Waldstücks. Müller und Reimers erwähnten 1893 noch die Reste eines weiteren Grabes in nur sieben Metern Entfernung, wovon aber mittlerweile nichts mehr vorhanden ist. 150 m nordwestlich des erhaltenen Grabes liegt ein auffälliger, großer Findling, der als „Opferstein“ bezeichnet wird. Einen weiteren Kilometer nordwestlich befindet sich das Großsteingrab Krevinghausen 1.

## Beschreibung
Eine erste Beschreibung des Grabes erfolgte 1841 durch Johann Karl Wächter, der allerdings irrtümlich vier nahe beieinander liegende Gräber annahm. Hiervon ausgehend beschrieb er ein Grab mit drei Wand- und einem Deckstein sowie drei weitere Gräber, deren Decksteine alle herabgestürzt seien. Ein Grab besitze noch vier Wandsteine, ein weiteres nur noch einen. Diese irreführende Beschreibung wurde zwar bereits 1871 durch Johannes Heinrich Müller korrigiert, aber noch bis zum Ende des 19. Jahrhunderts von weiteren Autoren rezipiert.
Ernst Sprockhoff nahm eine ungefähr ostwestlich orientierte Grabkammer mit einer Länge von 8,7 m und einer Breite von 1,1 m an, bei der es sich wohl um einen Großdolmen handelt. Nach Sprockhoff besaß die Kammer ursprünglich sieben Wandsteinpaare an den Langseiten, je einen Abschlussstein an den Schmalseiten und sechs Decksteine. Bei seiner Aufnahme 1927 fand er noch sechs Wandsteine der nördlichen und fünf der südlichen Langseite vor, davon fünf bzw. vier in situ. Der östliche Wandstein der nördlichen Langseite war nach außen verschleppt, der westliche Wandstein der südlichen Langseite sowie der westliche Abschlussstein waren nach außen verschoben. Der Abschlussstein der östlichen Schmalseite war nach außen umgefallen. Drei Decksteine waren noch vorhanden, hiervon ruhte einer noch in seiner ursprünglichen Position, die beiden anderen waren ins Innere der Kammer gestürzt.
Irgendwann nach Sprockhoffs Aufnahme muss das Grab teilweise rekonstruiert worden sein, denn es besitzt mittlerweile drei weitere Decksteine und sieben weitere Wandsteine.